# 聖卡羅里納島
21°37′08″S 35°20′28″E / 21.619°S 35.341°E
聖卡羅里納島（Ilha de Santa Carolina）是東非國家莫桑比克的島嶼，屬於巴扎魯托群島的一部分，由伊尼揚巴內省負責管轄，位於林波波河口處，長2英里、寬0.3英里，該島的三個海灘離岸處有珊瑚礁。

## 外部連結
www.santacarolina.org